# Heracles in het seizoen 1959/60
Het seizoen 1959/1960 was het zesde jaar in het bestaan van de Almelose voetbalclub Heracles. De club kwam uit in de Eerste divisie B en eindigde daarin op de vierde plaats.

## Wedstrijdstatistieken

### Eerste divisie B
|       | AGOVV | Alkmaar '54 | D.F.C. | DHC   | De Graafschap | Eindhoven | Go Ahead | Helmondia '55 | Hermes DVS | Leeuwarden | Limburgia | RBC   | RCH   | SHS   | VSV   | ZFC   |
| ----- | ----- | ----------- | ------ | ----- | ------------- | --------- | -------- | ------------- | ---------- | ---------- | --------- | ----- | ----- | ----- | ----- | ----- |
| Thuis | 2 – 1 | 2 – 2       | 1 – 2  | 2 – 3 | 4 – 2         | 2 – 1     | 2 – 0    | 1 – 2         | 3 – 0      | 5 – 3      | 5 – 2     | 1 – 0 | 0 – 0 | 6 – 1 | 2 – 1 | 1 – 2 |
| Uit   | 2 – 3 | 2 – 1       | 1 – 1  | 1 – 2 | 6 – 2         | 0 – 2     | 3 – 3    | 0 – 2         | 0 – 2      | 2 – 0      | 1 – 1     | 1 – 2 | 1 – 1 | 6 – 1 | 3 – 0 | 1 – 4 |

## Statistieken Heracles 1959/1960

### Eindstand Heracles in de Nederlandse Eerste divisie B 1959 / 1960
| Stand | Gespeeld | Gewonnen | Gelijk | Verloren | Punten | Doelpunten voor | Doelpunten tegen |
| ----- | -------- | -------- | ------ | -------- | ------ | --------------- | ---------------- |
| 4e    | 32       | 17       | 6      | 9        | 40     | 66              | 52               |

### Topscorers
| Competitie \| # \| Naam \| \| \| -------------------- \| --------------- \| -- \| \| 1. \| Joop Schuman \| 28 \| \| 2. \| Roel Greving \| 13 \| \| 2. \| Herman Vrielink \| 13 \| \| 4. \| Hennie ter Beek \| 4 \| \| 5. \| Herman Morsink \| 2 \| \| 5. \| Witzand \| 2 \| \| 7. \| Darius Dhlomo \| 1 \| \| 7. \| Bennie Haghuis \| 1 \| \| Onbekende doelpunten \| \| \| \| – \| Onbekend \| 2 \| \| Totaal \| Totaal \| 66 \| |                 |      |
| # | Naam            | Goal |
| 1. | Joop Schuman    | 28   |
| 2. | Roel Greving    | 13   |
| 2. | Herman Vrielink | 13   |
| 4. | Hennie ter Beek | 4    |
| 5. | Herman Morsink  | 2    |
| 5. | Witzand         | 2    |
| 7. | Darius Dhlomo   | 1    |
| 7. | Bennie Haghuis  | 1    |
| Onbekende doelpunten |                 |      |
| – | Onbekend        | 2    |
| Totaal | Totaal          | 66   |